# 12 ventôse
12 pluviôse 12 germinal
Le duodi 12 ventôse, officiellement dénommé jour de l'orme, est le 162e jour de l'année du calendrier républicain.
C'était généralement le 2e jour du mois de mars dans le calendrier grégorien.